# Pontus Farnerud
Hans Pontus Farnerud (født 4. juni 1980 i Helsingborg, Sverige) er en svensk tidligere fodboldspiller (midtbane). Han spillede 11 kampe for Sveriges landshold og var med i truppen til både VM 2002 i Sydkorea/Japan og til EM 2004 i Portugal.
På klubplan spillede Farnerud i hjemlandet for Landskrona og IFK Göteborg, og tilbragte desuden en stor del af sin karriere i Frankrig, hvor han repræsenterede først Monaco og siden Strasbourg. Han var også tilknyttet Sporting CP i Portugal og Stabæk i Norge.
Farnerud er bror til en anden svensk tidligere landsholdsspiller, Alexander Farnerud.

## Titler
Ligue 1
- 2000 med Monaco

Trophée des Champions
- 2000 med Monaco

Taça de Portugal
- 2006 og 2007 med Sporting CP

Supertaça Cândido de Oliveira
- 2007 med Sporting CP

Tippeligaen
- 2008 med Stabæk

Superfinalen
- 2009 med Stabæk